# Borbon (Cebu)
Pour les articles homonymes, voir Borbon.
Borbon est une municipalité de la province de Cebu, au nord-est de l'île de Cebu, aux Philippines.

## Généralités
Elle est entourée des municipalités de Sogod (sud), Tabogon (nord), Tabuelan à l'ouest et de la Mer des Camotes à l'est.
Elle est administrativement constituée de 19 barangays (quartiers/districts/villages) :
- Bagacay
- Bili
- Bingay
- Bongdo
- Bongdo Gua
- Bongoyan
- Cadaruhan
- Cajel
- Campusong
- Clavera
- Don Gregorio Antigua (Taytay)
- Laaw
- Lugo
- Managase
- Poblacion
- Sagay
- San Jose
- Tabunan
- Tagnucan

Sa population en 2019 est d'un peu moins de 40 000 habitants.

## Enseignement
- Bongoyan Elementary School
- Don Emilio Osmena Memorial School
- Cajel Elementary School
- Campusong Elementary School
- Bongdo Elementary School
- Laaw Elementary School
- Cadaruhan Elementary School
- Don Gregorio Antigua Elementary School
- Doña Mary R. Osmeña Memorial Elementary School
- Dona Milagros Osmena Elemantary School
- Tabunan National High School
- Cebu Technical University-Tabogon Campus